# فيصل محمود
فيصل محمود (بالبنغالية: ফয়সাল মাহমুদ) هو لاعب كرة قدم بنغلاديشي، ولد في 16 يناير 1983 في بنغلاديش.